# Perídio

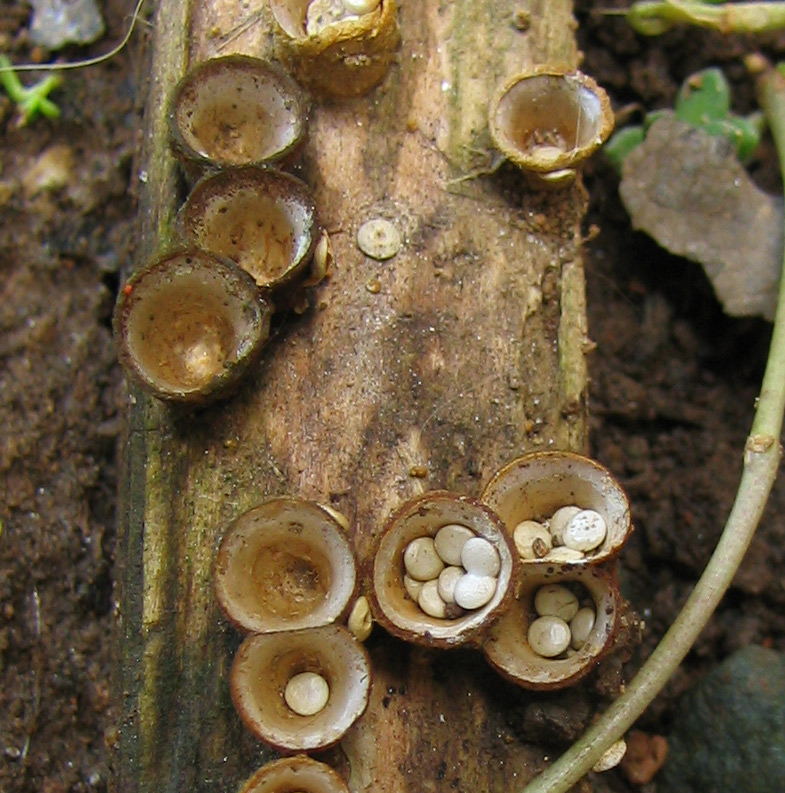
Fungos que contém perídios.

Perídio é uma parede externa ou membrana que abriga os peridíolos no corpo de frutificação dos fungos nidulários.

## Descrição
Dependendo da espécie, o perídio pode variar de tamanho e comprimento. Normalmente, perídios consistem de uma a três camadas.
Se há duas camadas, são exoperídio e endoperídio. Se há três camadas, são exoperídio, mesoperídio e endoperídio.

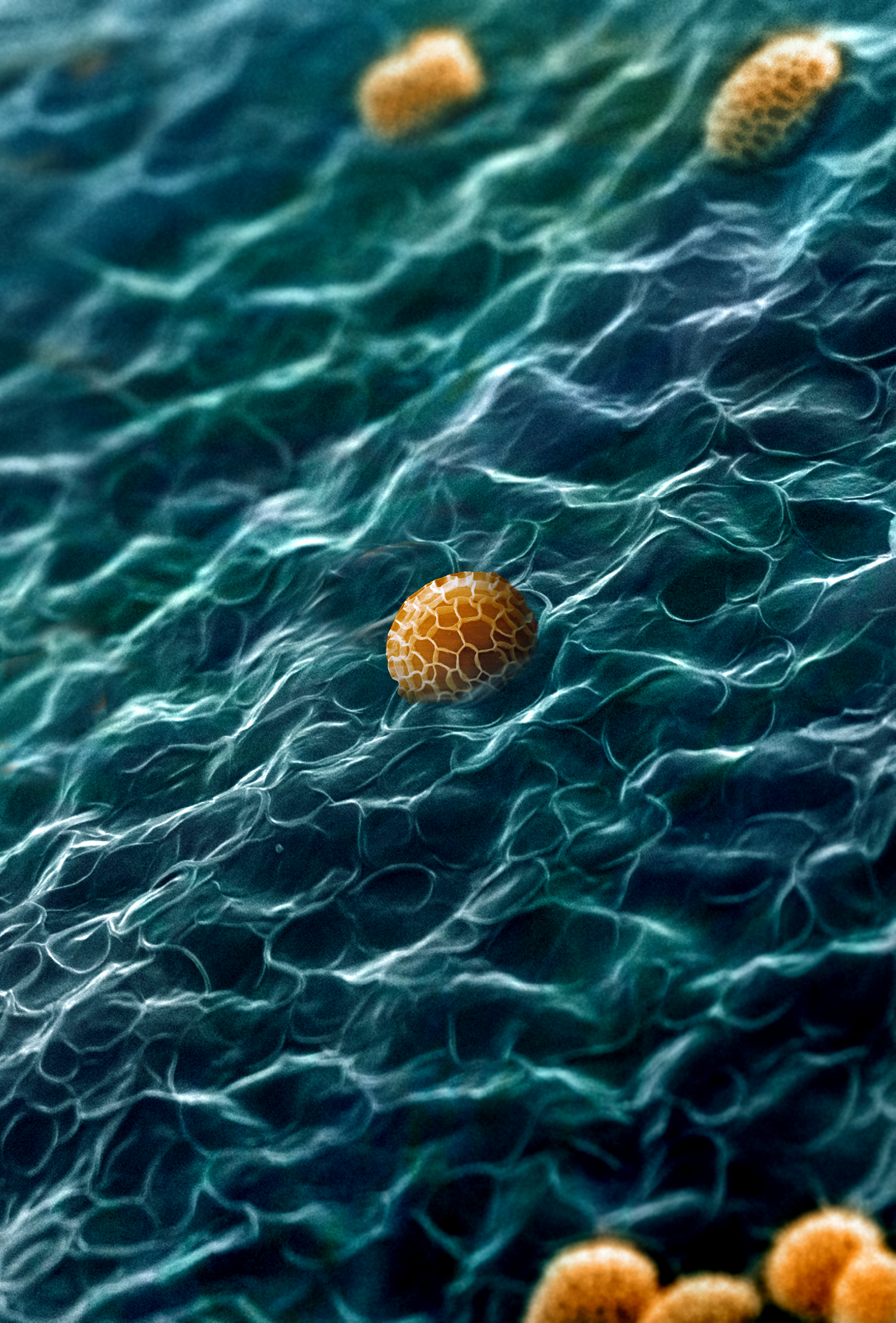
Vista interna de um perídio da espécie Tubifera dudkae.